# علی تهرانی
علی تهرانی (۴ اردیبهشت ۱۳۰۵ – ۲۷ مهر ۱۴۰۱) با نام اصلی علی مرادخانی ارنگه، روحانی، نویسنده و خطیب ایرانی بود. او نماینده استان خراسان در مجلس خبرگان قانون اساسی و از شاگردان سید حسین طباطبایی بروجردی و سید روح‌الله خمینی بود که پیش از انقلاب ۱۳۵۷ به مبارزه با حکومت پهلوی پرداخت و در این راه بارها به زندان افتاد و تبعید شد. او دارای درجه اجتهاد بود.
تهرانی پس از انقلاب و در ادامه زندگی سیاسی خود و پس از تحمل ماه‌ها زندان در مشهد، در نیمهٔ دوم فروردین ۱۳۶۳ در شرایطی خاص موفق شد از حصر خانگی خارج شود. سپس مخفیانه به عراق گریخت و در آن‌جا سال‌های طولانی در رادیو و تلویزیون فارسی‌زبان بغداد، به تبلیغ علیه نظام جمهوری اسلامی و زمامداران آن پرداخت. او در سال ۱۳۷۴ به ایران بازگشت و به ۲۰ سال زندان محکوم شد ولی در سال ۱۳۸۴ آزاد شد. او شوهر خواهر سید علی خامنه‌ای است.

## اوایل زندگی

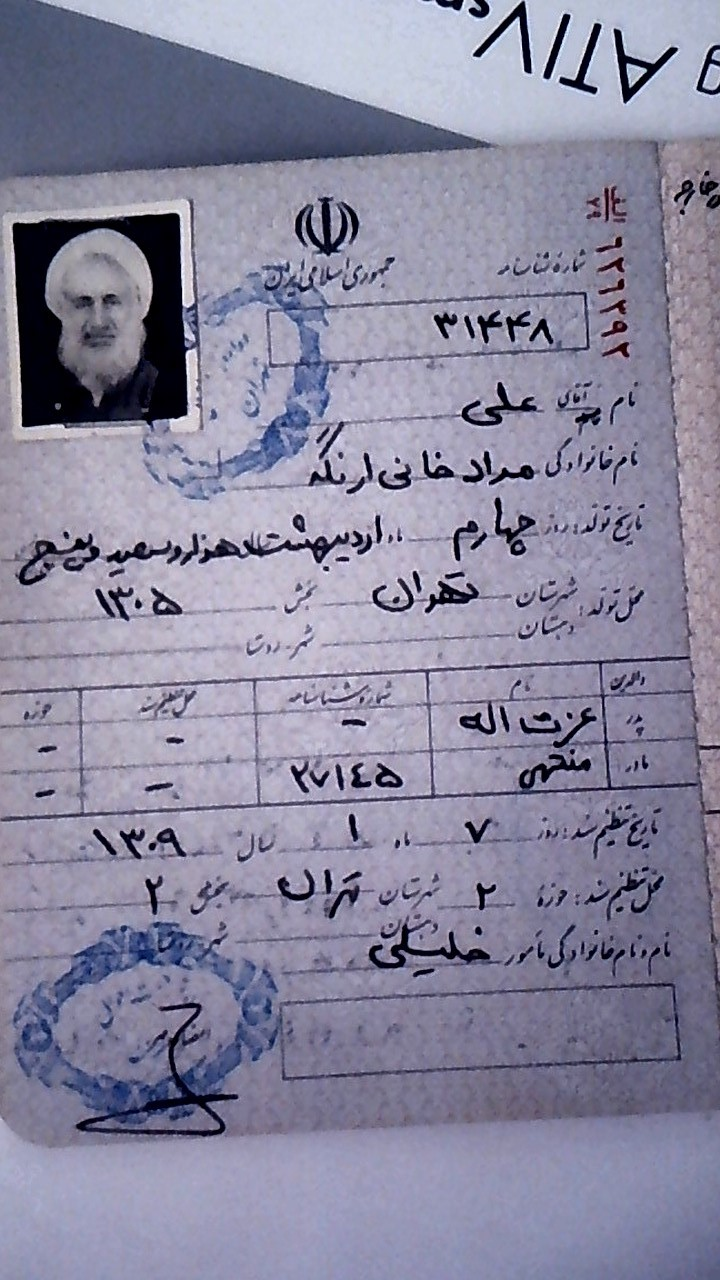
فتوکپی از برگه اول شناسنامه تهرانی

علی تهرانی در ۴ اردیبهشت ۱۳۰۵ (۱۲ شوال ۱۳۴۴ قمری) در روستای ارنگه از توابع کرج در جاده کرج-چالوس زاده شد. او در نوجوانی پس از فراگرفتن مقدماتِ متون حوزوی در حوزه علمیه قم، در کنار سید مصطفی خمینی به تحصیل و فراگیری درس خارج فقه و اصول از سید حسین طباطبایی بروجردی و سید روح‌الله خمینی پرداخت.

## فعالیت‌های پیش از انقلاب ایران
با اوج‌گیری تظاهرات، علی تهرانی از فعالان سیاسی مشهد به‌شمار می‌آمد و در مجامع انقلابی حضوری فعال داشت. در همان زمان، گهگاه در مجالس انقلابی تهران نیز از شیخ علی تهرانی دعوت می‌شد. محمد مفتح نیز برای سخنرانی در مسجد قبا از او دعوت کرد که وی را پس از دو شب سخنرانی، دستگیر و سپس تبعید نمودند. وی از جمله کسانی بود که به‌خاطر مبارزاتش علیه حکومت پهلوی، دستگیر و به مناطق دوردست و بد آب و هوا تبعید شده و زندانی شده بود. تهرانی در فروردین ۱۳۵۷ در سیرجان در تبعید به سر می‌برد. پس از آن، همراه سید علی‌محمد دستغیب، مرتضی فهیم کرمانی، و سید محمد احمدی، به سقز تبعید شد.

## سال‌های اول پس از انقلاب
بلافاصله پس از انقلاب ۱۳۵۷ ریاست دادگاه انقلاب مشهد و مدتی هم ریاست دادگاه انقلاب اهواز به علی تهرانی سپرده شد. در سال ۱۳۵۸ از مشهد، داوطلب مجلس خبرگان قانون اساسی شد که به عنوان نفر هفتم از خراسان انتخاب شد و به خبرگان راه یافت. او در مجلس خبرگان در کمیسیون مالی و اقتصادی حضور داشت؛ که منجر به کنار گذاشته شدن او از نخستین انتخابات ریاست جمهوری شد. علی تهرانی در پیروزی سید ابوالحسن بنی‌صدر نقش داشت.
علی تهرانی در ۲۵ دی ۱۳۵۸ طی نامه‌ای به خمینی در خصوص افغان بودن جلال‌الدین فارسی یکی از کاندیداهای اولین دوره ریاست جمهوری تذکر داد و به انتصاب سیدعلی خامنه‌ای به امامت جمعه تهران شدیداً اعتراض نمود.

### اعتراض به محاکمه امیرانتظام
علی تهرانی در ۱۵ فروردین ۱۳۶۰ در نامه‌ای خطاب به رئیس‌جمهور وقت (بنی صدر) نسبت به روند دادگاه و محاکمه عباس امیرانتظام و متهم کردن وی به جاسوسی برای سازمان اطلاعات مرکزی آمریکا اعتراض کرده و خواستار دخالت بنی‌صدر در روند محاکمه شد.
تهرانی از کسانی بود که پس از برکناری بنی‌صدر دستگیر شدند.

## گرایش به سازمان مجاهدین خلق
علی تهرانی چه در درون و چه در بیرون از ایران با سازمان مجاهدین خلق ایران رابطه داشت. تهرانی از اواخر سال ۱۳۵۸ به بعد به تدریج به سمت هواداری از جریان‌های مخالف کشیده شد و تقریباً مواضع مشترکی با حسن لاهوتی اشکوری داشت. با جدا شدن صفوف جناح‌های حاکمیت، پیش از ۳۰ خرداد ۱۳۶۰ وی متمایل به بنی‌صدر (رئیس‌جمهور وقت) شد. وی در اردیبهشت و خرداد سال ۱۳۶۰ مقالات خود را در مطبوعات رسمی سازمان مجاهدین خلق یعنی نشریه مجاهد به چاپ می‌رساند که در پاره‌ای از این مقالات به انتقاد از رهبران حزب جمهوری اسلامی و خمینی پرداخت.
یکی از تندترین مصاحبه‌های وی که در آن به حمایت از برخی از هواداران سازمان مجاهدین خلق تحت عنوان «انجمن معلمان مسلمان» پرداخت در اوایل خرداد ۱۳۵۹ پس از حمله به دانشگاه فردوسی مشهد و دفاتر سازمان مجاهدین خلق ایران بود که در مشهد اتفاق افتاد و در نشریات کیهان و مجاهد انتشار یافت که حاوی نظرات تند وی دربارهٔ برخی از رهبران حزب جمهوری اسلامی و شخص خمینی بود.

## پناهندگی به عراق
تهرانی در حصر خانگی در تنگنا قرار گرفت و محدودیت‌های خاصی برایش در نظر گرفته بودند. او سرانجام در نیمهٔ دوم فروردین ۱۳۶۳ در شرایطی خاص موفق شد که از حصر خانگی خارج شود و مخفیانه به عراق برود. او در آن‌جا برای سال‌های طولانی در رادیو و تلویزیون فارسی‌زبان رادیو بغداد به تبلیغ علیه نظام جمهوری اسلامی و زمام‌داران آن بپردازد.

### علی تهرانی در خاطرات هاشمی رفسنجانی
اکبر هاشمی رفسنجانی، رئیس مجلس شورای اسلامی در آن زمان، در رابطه با زندانی شدن علی تهرانی می‌گوید:
«آقای (مهدی) بازرگان برای آقای شیخ علی تهرانی-که در مشهد بازداشت شده-کمک می‌خواست…»
هاشمی رفسنجانی چند ماه بعد هم گفت: «بازداشت شیخ علی تهرانی مطرح شد. ایشان اعتراف کرده که اشتباه کرده و بُریده است و حاضر به مصاحبه شده، ولی هنوز می‌خواهد دو پهلو صحبت کند…»
پس از فرار تهرانی، هاشمی رفسنجانی در خاطرات ۲۰ فروردین ۱۳۶۳ خود در این رابطه می‌گوید:
«گزارش‌ها را آوردند، خواندم. آقا شیخ علی تهرانی-که در مشهد تحت نظر بوده-فرار کرده و به عراق پناهنده شده‌است. وی از طریق رادیو و تلویزیون عراق، علیه انقلاب اسلامی صحبت می‌کند و دشمنان، قضیه را بزرگ می‌کنند؛ شاگرد امام و شوهر خواهر رئیس‌جمهور و… است.»
هاشمی رفسنجانی همچنین در کتاب خاطراتش در سال ۱۳۶۳ آورده‌است: 
وی در تابستان سال ۱۳۶۳ پس از فرار از کشور، در مصاحبه‌ای با هفته‌نامهٔ آلمانی اشپیگل گفت: «آقای رفسنجانی به من گفته‌است که اگر ما عراق را به دست آوریم، دو کشور ما به صورت یک کشور و آن هم بزرگ‌ترین صادرکننده نفت درخواهد آمد. ما جمعاً شصت میلیون جمعیت خواهیم بود و قدرت عظیمی در اقتصاد جهانی خواهیم داشت».

## همسر و فرزندان

### بدری سادات خامنه‌ای
بدری سادات خامنه‌ای در ۱۳۲۱ در مشهد زاده شد. پدرش سید جواد خامنه‌ای و مادرش  خدیجه میردامادی  بود. او تنها خواهر تنی سید محمد، سید علی، سید هادی، و سید محمدحسن است. وی در سن ۱۹ سالگی با   علی تهرانی  ازدواج کرد. حاصل این پیوند سه دختر و دو پسر به نام‌های محمود، وحیده، سعیده، فریده، احسان است. فرزند بزرگ آنها، محمود مرادخانی، مقیم فرانسه است.

#### حضور در عراق و همکاری با سازمان مجاهدین خلق
بدری خامنه‌ای در ۱۲ اردیبهشت ۱۳۶۴ و حدود یک سال پس از  حضور شیخ علی تهرانی در عراق، در یک کنفرانس مطبوعاتی در بغداد حضور یافت. وی در این کنفرانس گفت که به همراه ۳ دختر و ۲ پسرش برای پیوستن به پدرشان مخفیانه به ترکیه رفته و از ترکیه به عراق آمده‌است. بدری خامنه‌ای اعلام کرد که فاقد گذرنامه است و علی خامنه‌ای، کمک به وی را رد کرده‌است.

#### فعالیت پس از جنبش مهسا
بدری سادات خامنه‌ای در جریان اعتراضات ۱۴۰۱ ایران و پس از دستگیری دخترش به دلیل انتقاد علیه نظام جمهوری اسلامی و برخورد با معترضان، در ۱۶ آذر ۱۴۰۱ سکوت خود را شکست و با انتشار توئیتی در صفحه توییتر فرزندش محمود مرادخانی، با انتقاد علنی از شخص برادرش علی خامنه‌ای اعلام کرد که از خلافت مستبدانه او اعلام برائت می‌کند.

… رژیم جمهوری اسلامی خمینی و علی خامنه‌ای به جز درد و رنج و ظلم برای ایران و ایرانیان ارمغانی دیگر نداشته‌است…

بدری سادات خامنه‌ای_۱۶ آذر ۱۴۰۱، 
 وی ضمن اعلام هم‌دردی با مادران داغداری که فرزندانشان پس از انقلاب ۱۳۵۷ توسط حکومت جمهوری اسلامی کشته شده‌اند، بر حق مشروع مردم ایران برای قیام و دست‌یافتن به آزادی تأکید کرد. او در این توئیت نوشت: «... برادرم صدای مردم ایران را نمی‌شنود و به نادرستی صدای مزدوران و جیره خوارانش را صدای مردم ایران می‌شمارد و آنچه برازنده خودش است به مردم غیور نسبت می‌دهد…» وی عنوان کرد که: «... برادرش راه خمینی را در سرکوب و کشتار مردم بی‌گناه ادامه می‌دهد…»

### فریده مرادخانی
فریده مرادخانی، یکی از دختران علی تهرانی، فعال حقوق بشر و از مخالفان حکومت جمهوری اسلامی است که در حمایت از زندانیان کارزاری راه‌اندازی کرده و تاکنون چندین مرتبه بازداشت شده‌است.

## بازگشت به ایران
علی تهرانی در روزهای آغازین سال ۱۳۷۴ به دلایلی خواستار بازگشت به ایران شد. او پس از بازگشت خانواده به ایران، در خرداد ۱۳۷۴ در یکی از پاسگاه‌های مرزی ایران خودش را به نیروهای ایرانی تسلیم می‌کند. علی تهرانی را دستگیر و در یکی از زندان‌های سازمان اطلاعات حبس می‌کنند. پس از بازجویی‌های طولانی، در دادگاه ویژه روحانیت محاکمه و به ۲۰ سال حبس محکوم می‌شود و تا سال ۱۳۸۴ در حبس به سر می‌برد. او چهار سال آخر حبس خود را در زندان اوین می‌گذراند. علی تهرانی چندین بار در زندان اعتصاب غذا کرد که آخرین آن‌ها ۲۷ روز طول می‌کشد و موجب عوارض ریوی و قلبی و بستری شدن او شد. علی تهرانی حدود چهار سال در بند عمومی ۳۲۵ ویژه روحانیت زندان اوین به سر می‌برد. در تیر ۱۳۷۹ روزنامه بهار مدعی خودکشی او در زندان شد. پس از انتشار این خبر، فریده تهرانی (مرادخانی) دختر او با ارسال جوابیه‌ای به آن روزنامه اعلام کرد.

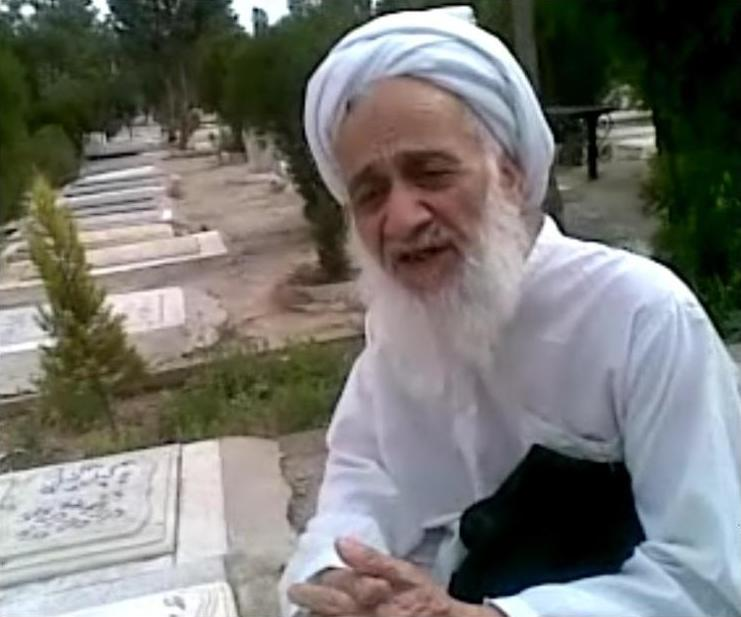
تهرانی در سال‌های آخر زندگی

همزمان محمود مرادخانی (تهرانی) فرزند علی تهرانی در پاریس نیز ضمن تکذیب خودکشی پدرش مدعی شکنجه پدرش شد. سرانجام پس از گذشت بیش از ۹ سال زندان، کم‌کم مرخصی‌های تهرانی از زندان اوین آغاز و طولانی‌تر شدند و در آخر غالباً در خارج از زندان به سر می‌برد. او سرانجام آزاد شد و در تهران در کنار همسر و فرزندانش زندگی می‌کرد و در ۲۷ مهر ۱۴۰۱ درگذشت.
در دی ۱۳۹۵ گفتگویی از فردی به نام شیخ علی خراسانی در ویژه‌نامه همایش برگزار شده‌ای در قم به نام «آیین نکوداشت آیت‌الله العظمی میلانی» منتشر شد که خمینی را فردی سازشکار با ساواک معرفی می‌کرد. این موضوع اعتراض حامیان خمینی را برانگیخت. سید حمید روحانی خبر داد این شخص همان علی تهرانی است و از ارائه چنین گفتگویی در این همایش که با حضور حسین فریدون دستیار رئیس‌جمهور ایران برگزار شده بود، انتقاد کرد.

## آثار
تهرانی، علاوه بر کارهای مبارزاتی، از سال ۱۳۵۰ به بعد، به کار تألیف کتاب نیز اشتغال داشت.
الف) کتاب‌های منتشر شده:
- توحید افعالی یا کیفیت انتساب آثار اشیاء به اشیاء (۱۳۴۹)
- توحید ذاتی یا اثبات وحدت وجود (۱۳۵۰)
- مدینه فاضله در اسلام (۱۳۵۱)
- تقیه در اسلام (۱۳۵۲)
- قانون لاضرر یا حافظ نظام اسلامی (۱۳۵۲)
- اقتصاد اسلامی (۱۳۵۳)
- امر به معروف و نهی از منکر (۱۳۵۳)
- روابط اجتماعی و اقتصادی در اسلام (۱۳۵۴)
- توحید و خداشناسی در اسلام (۱۳۵۴)
- مالیات‌های اسلامی (۱۳۵۵)
- اسلام ضد استثمار (۱۳۵۵)
- طرح کلی نظام اسلامی (۱۳۵۵)
- ای انسان ستم و تفرقه مپسند (۱۳۵۶)
- اخلاق اسلامی در سه جلد (۱۳۵۸)
- فلسفه شناخت در سه جلد (۱۳۵۹)
- روش تفسیر قرآن (۱۳۵۹)
- آری اینچنین شد برادر (۱۳۵۹)

ب) نوشتارهای دوره حصر خانگی، و حبس پیش و پس از اقامت در عراق (۱۳۶۰ تا ۱۳۸۴):
- تفسیر قرآن در سه جلد (نگارش در زمان حصر خانگی در مشهد)
- شرح نهج‌البلاغه در سه جلد (تألیف در زندان وکیل آباد مشهد سال ۱۳۶۰)
- رساله توضیح المسائل
- تشریح خیر انسانی و شر انسانی (تألیف درنجف)
- دائره ملکوتی در دو قوس نزولی و صعود وجود (تألیف در زندان وزارت اطلاعت تهران ۱۳۷۴)
- شجره نوریه یا شرح شجره‌ای که آدم از آن خورد
- روش اسلام در اصلاح جوامع بشری (تألیف در زندان وزارت اطلاعات ۱۳۷۶)